# Киселиці
Кисели́ці — село у Путильській селищній громаді Вижницького району Чернівецької області України. Населення — 948 осіб, 260 дворів.

## Географія
Село розташоване вздовж річки Путилки за 113 км від обласного центру Чернівці. Через село проходить автотраса Чернівці — Путила. Найближча залізнична станція — Вижниця. У селі 260 дворів, населення — 948 осіб, за етнічним складом — українці (гуцули).

## Походження назви
Існує декілька версій походження назви села Киселиці. За однією з них, назва походить від словосполучення «кислі яблука», на згадку про великі сади зимових сортів яблук, яки начебто росли в цій місцевості у давнину. За іншою версією, назва походить від імені пана Киселя, який мав у цій місцевості поля і ліси.

## Історія
Перша згадка про село Киселиці сягає XVIII століття. 1869 року Киселиці згадуються як присілок міста Путила, а в 1890 році вже стало окремим селом. 1869 року село нараховувало 179 хат, з населенням 628 людей. У 1843—1848 роках у селі був центр повстання Лук'яна Кобилиці проти австрійської влади. Поет Юрій Федькович також певний час мешкав у селі.
Після розпаду Австроугорської імперії, село, як і вся Північна Буковина, потрапило під окупацію Румунії, а в 1940 році включено до складу Української РСР. Під час Другої світової війни знову окупація Румунії, яка була союзником нацистської Німеччини.

## Населення
Згідно з переписом УРСР 1989 року чисельність наявного населення села становила 743 особи, з яких 352 чоловіки та 391 жінка.
За переписом населення України 2001 року в селі мешкали 874 особи.

### Мова
Розподіл населення за рідною мовою за даними перепису 2001 року:
| Мова       | Відсоток |
| ---------- | -------- |
| українська | 99,77 %  |
| молдовська | 0,11 %   |
| румунська  | 0,11 %   |

У селі Киселиці 90 жінок удостоєні звання матері-героїні за те, що народили і виховували 5 і більше дітей.

## Культура
У Киселицях мешкають аж 18 скрипалів, багато з них самі виготовляють скрипки. Серед них відомі Микола Северин та Міну Танасса. Скрипки, виготовлені у Киселицях, експонуються на гуцульських фестивалях і в місцевій бібліотеці. Гордістю села є також художник-іконописець Дмитро Кричун. Хоругви, написані Кричуном, є у місцевій Свято-Троїцькій церкві.

## Відомі люди
- Дашкевич Михайло (1875—1948) — український письменник. Псевдоніми: Клябука, Місяченько;
- Вознюк Володимир Оксентійович — поет, літературознавець, культуролог, культурно-громадський діяч;
- Шатілова Тамара Олександрівна — (*01.05.1951, с. Киселиці) український телережисер. Член Національної спілки журналістів України. З червня 1969 р. працює в Чернівецькій державній телерадіокомпанії режисером, старшим режисером телебачення. Дипломант міжнародних та всеукраїнських конкурсів телевізійних програм: «Калинові острови», «Агросвіт», «Різдво у Карпатах». Режисер програм прямого ефіру «Відповідаємо на Ваші запитання», «Відкритий мікрофон», «60 хвилин на роздуми», передач «Доброго ранку, Україно», «Резонанс», «Рідна мова». Номінант видання «Інформаційний простір Буковини».